# Де Бенедиктис, Джованни
Джованни де Бенедиктис (итал. Giovanni De Benedictis; род. 8 января 1968, Пескара, Абруцци) — итальянский легкоатлет, специалист по спортивной ходьбе. Выступал на профессиональном уровне в 1985—2004 годах, обладатель бронзовой медали летних Олимпийских игр в Барселоне, серебряный призёр чемпионата мира, чемпион Европы в помещении, чемпион Средиземноморских игр, победитель Кубков мира и Европы в командном зачёте, многократный чемпион Италии в различных дисциплинах спортивной ходьбы.

## Биография
Джованни де Бенедиктис родился 8 января 1968 года в Пескаре, Абруцци.
Первого серьёзного успеха на международном уровне добился в сезоне 1985 года, когда вошёл в состав итальянской сборной и выступил на юниорском европейском первенстве в Котбусе, где в зачёте ходьбы на 10 000 метров выиграл бронзовую медаль.
В 1986 году в той же дисциплине стал четвёртым на впервые проводившемся юниорском мировом первенстве в Афинах.
В 1987 году на юниорском европейском первенстве в Бирмингеме превзошёл всех соперников и завоевал золотую награду.
В 1988 году в ходьбе на 5000 метров финишировал седьмым на чемпионате Европы в помещении в Будапеште. Благодаря череде удачных выступлений удостоился права защищать честь страны на летних Олимпийских играх в Сеуле — в программе ходьбы на 20 км показал время 1:21:18, расположившись в итоговом протоколе соревнований на девятой строке.
В 1989 году в дисциплине 5000 метров был третьим на чемпионате Европы в помещении в Гааге и пятым на чемпионате мира в помещении в Будапеште. Занял 14-е место на Кубке мира в Оспиталете, став серебряным призёром командного зачёта.
В 1990 году получил серебро в 5000-метровой ходьбе на чемпионате Европы в помещении в Глазго, стал восьмым в 20-километровой ходьбе на чемпионате Европы в Сплите.
В 1991 году на дистанции 5000 метров выиграл серебряную медаль на чемпионате мира в помещении в Севилье, на дистанции 20 км с личным рекордом 1:20:29 финишировал четвёртым на чемпионате мира в Токио. На Кубке мира в Сан-Хосе финишировал пятым в личном зачёте и тем самым помог своим соотечественникам выиграть мужской командный зачёт.
В 1992 году одержал победу на домашнем чемпионате Европы в помещении в Генуе. На Олимпийских играх в Барселоне с результатом 1:23:11 завоевал бронзовую награду в ходьбе на 20 км.
На чемпионате мира 1993 года Штутгарте стал серебряным призёром в 20-километровой дисциплине, уступив только испанцу Валенти Массане. На Кубке мира в Монтеррее был седьмым и вторым в личном и командном зачётах соответственно.
В 1994 году на чемпионате Европы в помещении в Париже сошёл с дистанции 5000 метров, тогда как на чемпионате Европы в Хельсинки в ходьбе на 20 км стал четвёртым.
На Кубке мира 1995 года в Пекине с личным рекордом 3:49:30 показал 12-й результат в личном зачёте 50 км и стал серебряным призёром общекомандного Кубка Лугано. На чемпионате мира в Гётеборге стартовал сразу в двух дисциплинах, 20 и 50 км, но в обоих случаях получил дисквалификацию.
В 1996 году на Кубке Европы в Ла-Корунье закрыл десятку сильнейших личного зачёта 20 км, взял бронзу и серебро в командных зачётах. Принимал участие в Олимпийских играх в Алланте, где в ходьбе на 20 км с результатом 1:25:22 занял итоговое 27-е место, а в ходьбе на 50 км сошёл.
В 1997 году в дисциплине 20 км показал 22-й результат на Кубке мира в Подебрадах, одержал победу на Средиземноморских играх в Бари, стал восьмым на чемпионате мира в Афинах.
В 1998 году сошёл на Кубке Европы в Дудинце, финишировал десятым на чемпионате Европы в Будапеште.
На чемпионате мира 1999 года в Севилье в 20-киломтеровой дисциплине пришёл к финишу восьмым.
На Кубке Европы 2000 года в Айзенхюттенштадте занял 12-е место, на Олимпийских играх в Сиднее — 16-е.
В 2001 году в ходьбе на 50 км показал 15-й результат на Кубке Европы в Дудинце, сошёл на чемпионате мира в Эдмонтоне.
В 2002 году в 50-киломтеровой дисциплине стартовал на чемпионате Европы в Мюнхене, был дисквалифицирован, не показав никакого результата.
В 2004 году в ходьбе на 50 км стал десятым на Кубке мира в Наубурге, получил дисквалификацию на Олимпийских играх в Афинах. По окончании сезона завершил спортивную карьеру.